# 博桑奇鄉 (蘇恰瓦縣)
47°35′N 26°19′E / 47.583°N 26.317°E
博桑奇鄉（羅馬尼亞語：Comuna Bosanci, Suceava），是羅馬尼亞的鄉份，位於該國東北部，由蘇恰瓦縣負責管轄，面積50平方公里，海拔高度328米，2007年人口7,041，人口密度每平方公里142人。